# Doin' It Well
«'Doin' It Well'» — пісня, записана американською співачкою Дженніфер Лопес для її шостого студійного альбому Brave (2007). Її написали Райан Теддер, Леонард Кестон, Аніта Порі та Френк Вілсон. Продюсером пісні виступив Теддер, а додатковий вокал — Корі Руні. У стилістичні відношенні має впливи диско та хіп-хоп музики. Сингл отримав переважно позитивні відгуки музичних критиків і потрапив до списку сорока найкращих у сімнадцяти країнах.

## Композиція
«Doin' It Well» містить барабанні ритми хіп-хопу та диско-сирени на мосту.
Пісня виконується в тональності фа мінор з темпом 108 ударів на хвилину.

## Критика
Чак Тейлор з журналу Billboard заявив, що ця пісня є «задовільною, запаморочливою поп-урбаністичною перлиною». З часів «Waiting for Tonight» вона не пропонувала пісні з таким потенціалом, щоб згуртувати довгострокову гру".
Алекс Флетчер з Digital Spy дав пісні 4 зірки з 5, прокоментувавши, що "вона нахабна, зухвала (хоча, звичайно, не стильна), і вона тут, щоб замінити «Crazy In Love» Бейонсе, як улюблену насолоду на танцполі.
Керін Ганц з Rolling Stone написала, що «цей трек є її порятунком альбому, оскільки це єдиний трек, який дозволяє ДжейЛо займатися своєю справою — танцювати».
Натан С. із «DJ Booth» назвав це — «шедевром, що трясе дупу, який вона мудро вибрала своїм першим синглом. Композиції відчули „класику“ ДжейЛо, величезні струни та валторни, поєднані з фанковою перкусією, лише з додаванням латиноамериканського присмаку. Це настільки ж епічна, наскільки може бути пісня, створена для пересування в клубі, навіть якщо пісня про неймовірну постановку на дві третини, а на одну третину співає ДжейЛо».
Ден Генно з Yahoo! Музика написав, що ця пісня «може бути не основним клубним треком, але всі вони містять приспіви та ритми, які гарантовано змусять роботу по дому йти з розмахом».
Майкл Слезак з Entertainment Weekly написав неоднозначну рецензію, що "голос Лопес здається таким же тонким і слабким, як завжди, співаючи тексти, які, звучали б правдоподібно на початку 90-х у дні In Living Color, але тепер виходять абсурдними пробуючи «бути в трендах». Незважаючи на те, він похвалив мелодію назвавши її «такою ж легкою, яка запам'ятовується (ідеальна, як „Jenny from the Block“ для нетверезого караоке), а ритм вимагає розкішного хореографічного відео ряду».
В Yahoo! музика написали негативну рецензію, заявивши, що пісня «звучить застаріло та перероблено».
Ерік Хендерсон з журналу Slant написав, що пісня «є досить образною переробкою одного з багатьох розривів струн із пісні Едді Кендрікса „Keep On Truckin'“

## Визнання
Пісня досягла помірного успіху в музичних чартах по всьому світу і досяг 31 місця в Billboard Hot 100, ставши 12-м синглом Лопес, який потрапив до топ-40 США.
Пісня „Doin' It Well“ була продана накладом 538 000 платних цифрових завантажень у Сполучених Штатах станом на червень 2013 року.

## Музичне відео
Музичне відео дебютувало на MTV TRL 17 вересня 2007 року, на BET 106 & Park 19 вересня 2007 року, а 22 вересня 2007 року зайняло десяте місце в рейтингу VH1 Top 20 Video Countdown. Прем'єра кліпу відбулася на індійському каналі VH1 1 жовтня 2007 року.
Відео, зняте Девідом Лашапелем, починається з Лопес, яка йде вулицею і отримує повідомлення про необхідну допомогу від маленького хлопчика, якого схопили та змусили працювати на кухні нічного клубу S&M на Юніон-стріт. Вона заходить до клубу, штовхаючи швейцара вниз по сходах після того, як він закрив їй прохід. Вона продовжує йти крізь натовп, заходячи в кімнати, шукаючи свідків, що можуть знати де знаходиться хлопчик. Вона розпитує людей, б'є їх руками та дає стусанів, щоб отримати інформацію. Поки це відбувається, показують сцени, де Лопес танцює в червоній сукні. Зрештою, вона знаходить маленького хлопчика, і вони виходять з клубу, але її зупиняє інший швейцар. Лопес відштовхує його ногою через поручень. Потім вони з маленьким хлопчиком йдуть разом.

## Трек-лист
| - 12» vinyl 1. «Do It Well» (album version) — 3:07 2. «Do It Well» (a cappella version) — 3:05 3. «Do It Well» (featuring Ludacris) — 3:34 4. «Do It Well» (instrumental version) — 3:04 - Walmart CD single 1. «Do It Well» — 3:10 2. «Waiting for Tonight» — 4:08 3. «If You Had My Love» — 4:28 4. «Love Don't Cost a Thing» — 3:43 5. «Get Right» — 3:48 6. «Qué Hiciste» — 4:58 | - Ringle single 1. «Do It Well» — 3:07 2. «Qué Hiciste» (salsa remix) — 4:49 3. «Qué Hiciste» (Tony Moran radio mix) — 4:34 - German basic CD single 1. «Do It Well» — 3:07 2. «Me Haces Falta» — 3:37 - Australian CD single / German premium CD single 1. «Do It Well» — 3:07 2. «Me Haces Falta» — 3:37 3. «Como Ama una Mujer» — 6:01 4. «Me Haces Falta» (video) |

## Чарти

### Тижневі графіки
| Чарти (2007—2008)                | Позиція в чарті |
| -------------------------------- | --------------- |
| 18                               | 18              |
| 34                               | 34              |
| 22                               | 22              |
| 20                               | 20              |
| 23                               | 23              |
| 49                               | 49              |
| 48                               | 48              |
| 42                               | 42              |
| Європа (Eurochart Hot 100)       | 13              |
| 29                               | 29              |
| 30                               | 30              |
| Global Dance Tracks (Billboard)  | 12              |
| Greece Digital Songs (Billboard) | 4               |
| 6                                | 6               |
| 13                               | 13              |
| 2                                | 2               |
| Італія (Musica e dischi)         | 4               |
| 30                               | 30              |
| 17                               | 17              |
| 20                               | 20              |
| 14                               | 14              |
| Румунія (Romanian Top 100)       | 41              |
| 11                               | 11              |
| 54                               | 54              |
| 12                               | 12              |
| 11                               | 11              |
| 4                                | 4               |
| 31                               | 31              |
| 37                               | 37              |
| 99                               | 99              |
| 1                                | 1               |

### Графіки на кінець року
| Діаграма (2007) | Позиція |
| --------------- | ------- |
| СНД (Тофіт)     | 117     |

## Історія випуску
| Регіон                | Дата                 | Формат                                | Версія                                | Мітка    | Ref.          |
| --------------------- | -------------------- | ------------------------------------- | ------------------------------------- | -------- | ------------- |
| Росія                 | 21 серпня 2007 року  | Сучасне радіо хіт                     | Альбом                                | Sony BMG | [ 20 ]        |
| Сполучені Штати       | 21 серпня 2007 року  | Contemporary hit radio rhythmic radio | Альбом                                | Епос     | [ 1 ]         |
| Німеччина             | 21 вересня 2007 року | CD                                    | Альбом                                | Sony BMG | [ 21 ] [ 22 ] |
| Сполучені Штати       | 25 вересня 2007 року | 12»                                   | Album a capella Ludacris instrumental | Епос     | [ 23 ]        |
| Австралія             | 1 жовтня 2007 року   | CD                                    | Альбом                                | Sony BMG | [ 24 ]        |
| Франція               | 1 жовтня 2007 року   | CD                                    | Альбом                                | Sony BMG | [ 25 ]        |
| Росія                 | 1 жовтня 2007 року   | Сучасне радіо хіт                     | Moto Blanco ремікс                    | Sony BMG | [ 26 ]        |
| Об'єднане Королівство | 1 жовтня 2007 року   | CD сингл                              | Альбом                                | Sony BMG | [ 27 ]        |
| Росія                 | 5 жовтня 2007 року   | Сучасне радіо хіт                     | Ремікс Ashanti Boyz                   | Sony BMG | [ 28 ]        |
| Німеччина             | 16 жовтня 2007 року  | Цифрове завантаження                  | Ремікс Ashanti Boyz                   | Sony BMG | [ 29 ]        |
| Об'єднане Королівство | 16 жовтня 2007 року  | Цифрове завантаження                  | Ремікс Ashanti Boyz                   | Sony BMG | [ 30 ]        |
| Росія                 | 18 жовтня 2007 року  | Сучасне радіо хіт                     | Лудакріс                              | Sony BMG | [ 31 ]        |